# Binger Wald

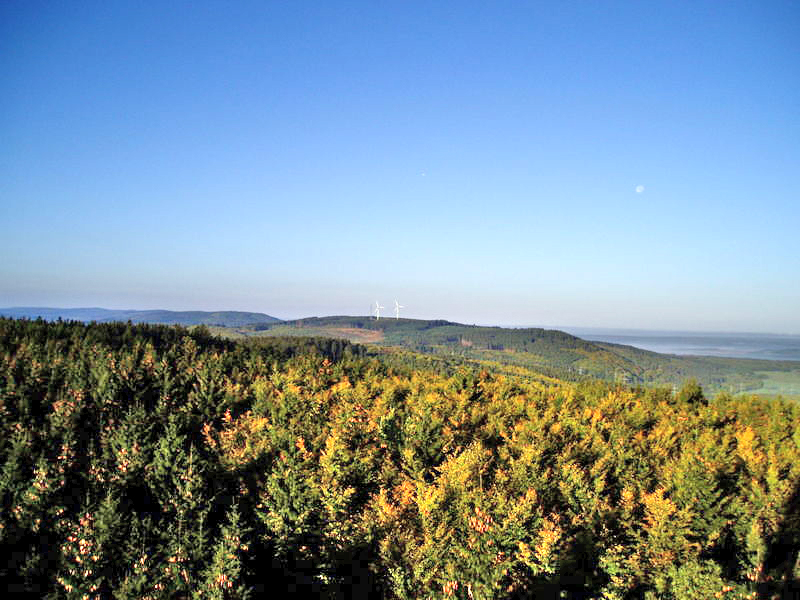
Blick vom Salzkopfturm zum Kandrich

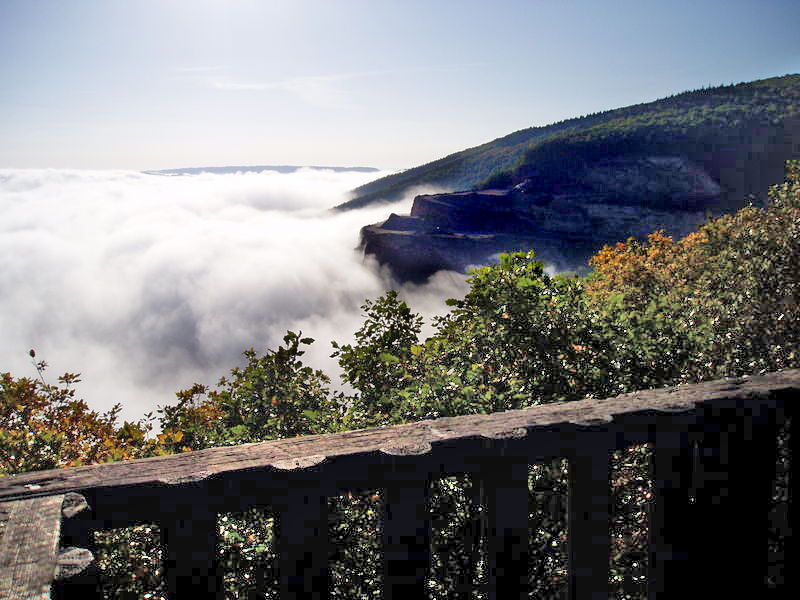
Rheintalnebel vom Siebenburgenblick

Der Binger Wald ist ein bis 638,6 m ü. NHN hoher Teil des Mittelgebirges Hunsrück im Landkreis Mainz-Bingen, Landkreis Bad Kreuznach und Rhein-Hunsrück-Kreis in Rheinland-Pfalz, Deutschland.

## Geographie

### Lage
Die Landschaft des Binger Waldes liegt an der Nahtstelle vom Landkreis Mainz-Bingen (Norden bis Südosten), Landkreis Bad Kreuznach (Süden) und Rhein-Hunsrück-Kreis (Westen). Sie befindet sich zwischen dem Nordostende des Hunsrück-Hauptkamms (Nordwesten), dem Oberen Mittelrheintal (Norden und Nordosten), hinter dem sich der Taunus erhebt, dem Rheinknie bei Bingen (Osten) und dem Soonwald (Südwesten).

### Berge und Höhenlage
Der höchste Berg des Binger Waldes ist der Kandrich (638,6 m), und seine niedrigste Stelle liegt im Rheintal bei Niederheimbach (ca. 80 m). Zu seinen Erhebungen gehören – mit Höhe in Meter (m) über Normalhöhennull (NHN):
- Kandrich (638,6 m) – mit Windrädern
- Salzkopf (627,6 m) – mit Salzkopfturm (AT)
- Franzosenkopf (617,3 m)
- Auerhahnkopf (574,2 m)
- Druidenberg (384,7 m)

### Fließgewässer
Innerhalb des Binger Waldes oder an seinen Rändern entspringen und fließen unter anderen diese Fließgewässer:
- Guldenbach – Zufluss der Nahe, im Südwesten und Süden
- Rhein – Strom zur Nordsee, im Osten und Nordosten
- Morgenbach – entspringt im östlichen Salzkopfgebiet, fließt in östliche Richtungen und mündet bei der Burg Reichenstein in den Rhein

### Ortschaften
Die Ortschaften, die den Binger Wald einrahmen, sind:
- Bacharach – etwas entfernt vom am Nordrand, im Rheintal gelegen
- Trechtingshausen – am Nordostrand, im Rheintal gelegen
- Bingen – am Ostrand
- Weiler – am Süd-Südostrand
- Waldalgesheim – am Südostrand
- Stromberg – am Südrand
- Seibersbach – am Südwestrand, beim Übergang zum Soonwald gelegen
- Rheinböllen – am Westrand
- Daxweiler – am Südwestrand

## Flora
Die Flora des stark bewaldeten Binger Waldes, der zu etwa 40 % aus Eichen besteht und sonst einen Mischwald darstellt, umfasst eine weitgehend in sich geschlossene Waldfläche von rund 7.000 ha Größe.

## Geschichte

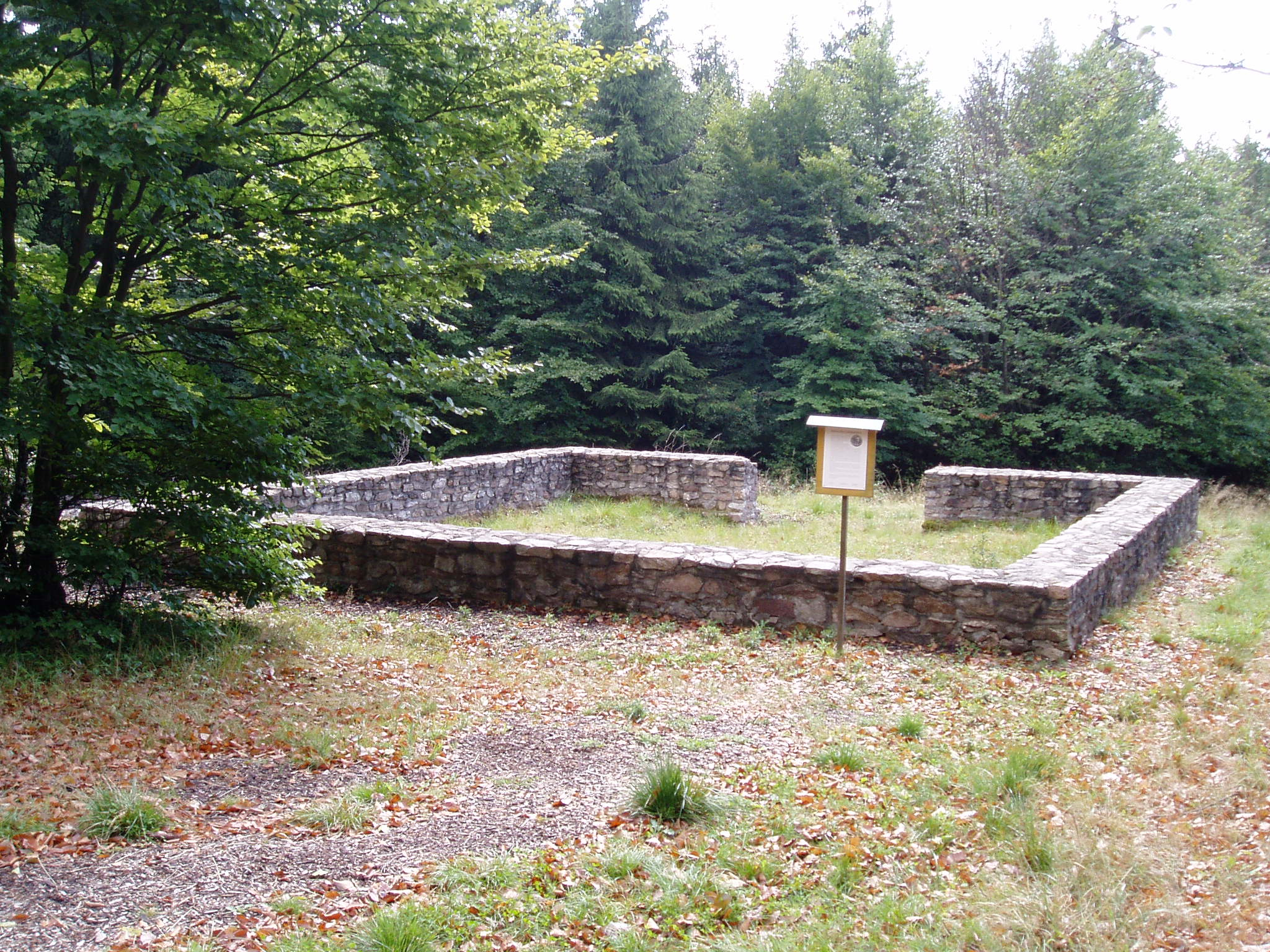
Römischer Gebäuderest

Hünengräber wie jenes südöstlich von Dichtelbach, Burgen und die heutigen Siedlungen und Dörfer lassen darauf schließen, dass der Binger Wald und seine Umgebung schon seit langer Zeit besiedelt sind. Aus der Römerzeit sind die Überreste der Villa Rustica sowie ein Gebäuderest in der Nähe des Forsthauses Lauschhütte. Durch den Binger Wald führte die Ausoniusstraße, die als militärische Verbindung zwischen Bingen und Trier genutzt wurde.
Zur Zeit des Kalten Kriegs war auf dem Kandrich die Radaranlage einer bei Dichtelbach gelegenen Nike-Hercules-Raketen-Einheit stationiert. 1982 wurde dieses Waffensystem durch Patriot-Flugabwehrraketen ersetzt, die dann in auf dem Kandrich neu gebauten Stellungen untergebracht wurden. Diese Stellungen wurden weitestgehend renaturiert; es sind heute nur noch Erdwälle zu sehen. Auf der ehemaligen Patriot-Raketenstation stehen heute drei Windkraftanlagen.

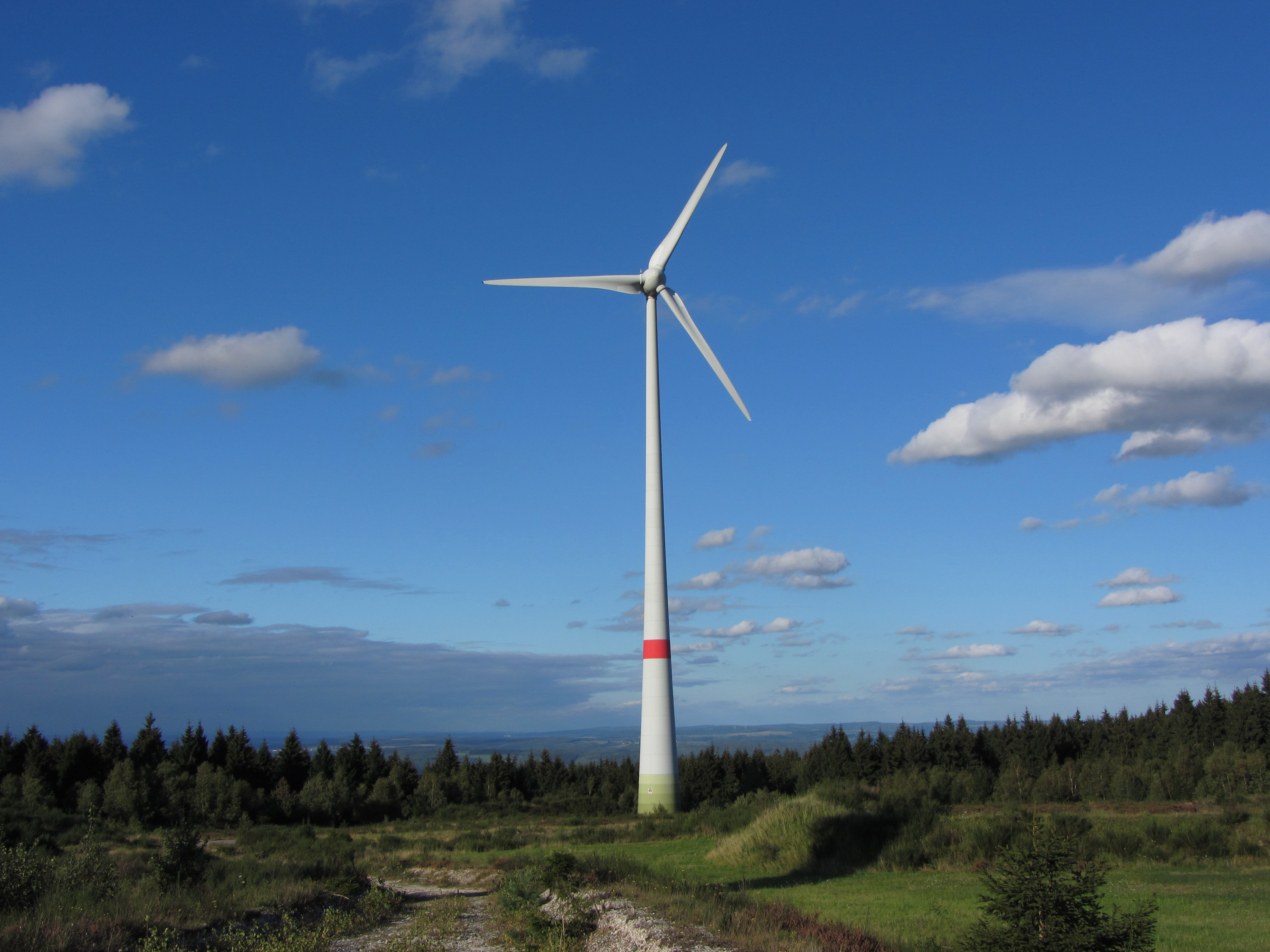
Kandrichplateau mit WKA (Typ E-70); Blick nach Nordosten zum Rhein

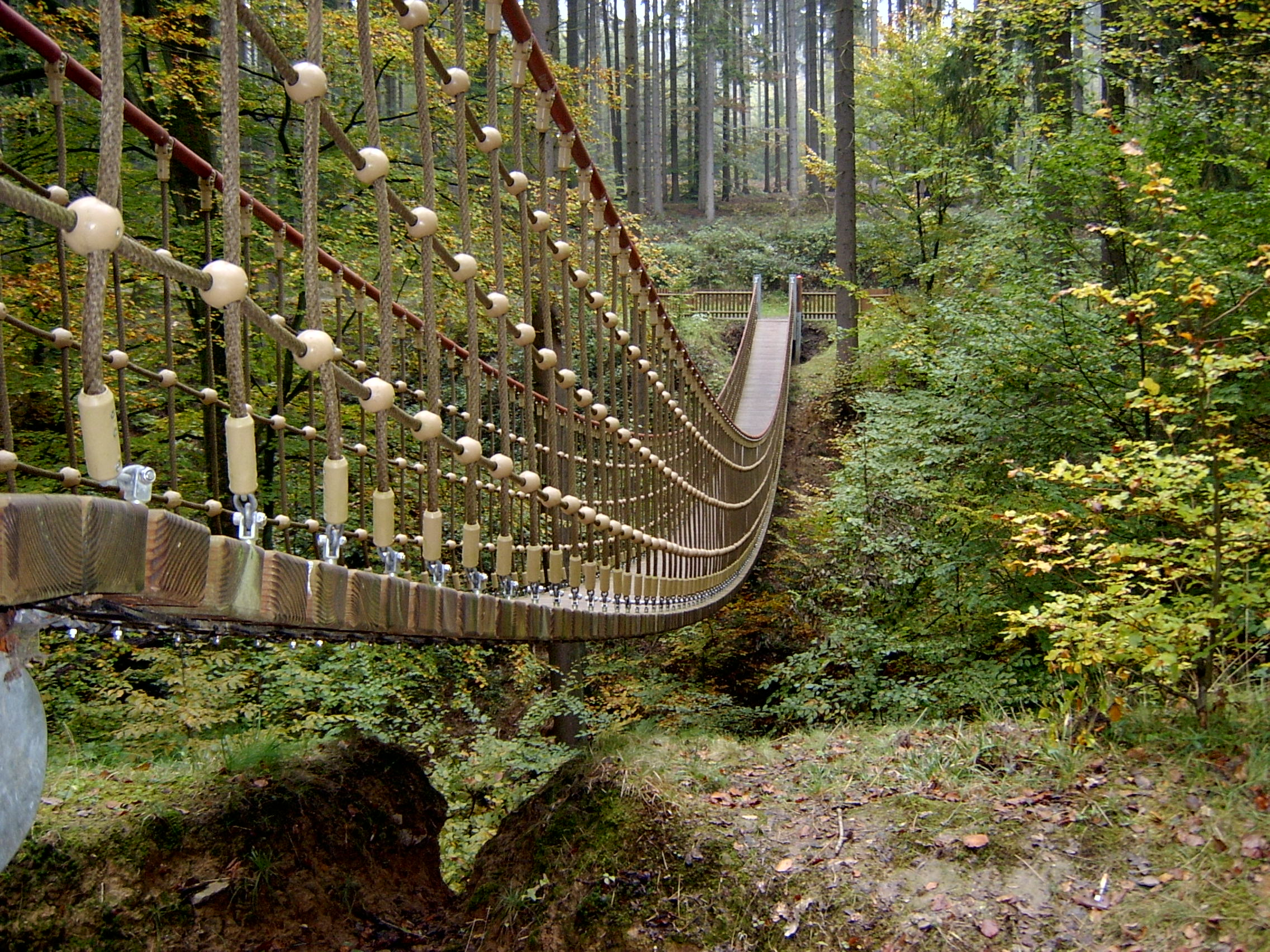
Hängebrücke am Erlebnispfad

## Tourismus
Innerhalb des Binger Waldes, über dessen Hauptkamm ein Abschnitt des Europäischen Fernwanderwegs E8, der Erlebnispfad Binger Wald und der Welterbesteig Oberes Mittelrheintal verlaufen, oder an seinen Rändern befinden sich diese Sehenswürdigkeiten und geographischen Ziele:

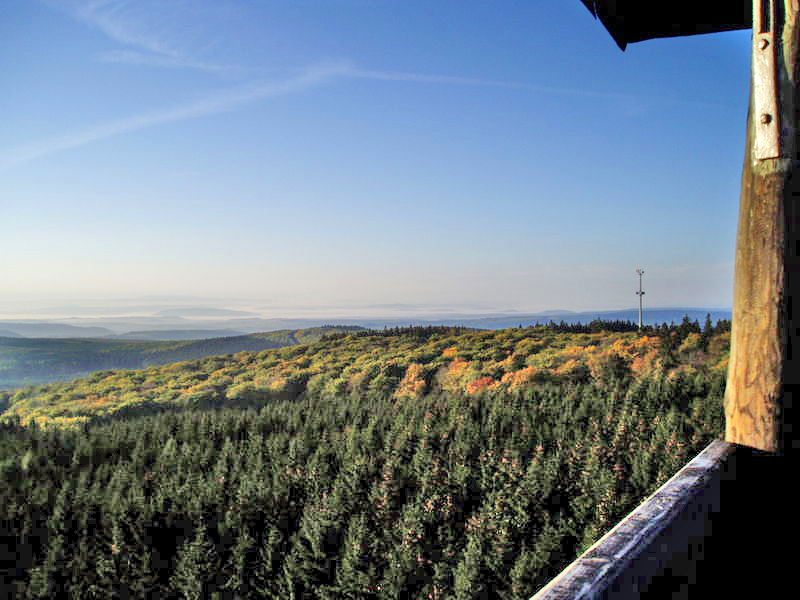
Blick vom Salzkopfturm über den Binger Wald nach Süden

- Burg Hohneck – oberhalb des Rheintals
- Burg Reichenstein – oberhalb des Rheintals
- Burg Rheinstein – oberhalb des Rheintals
- Burg Sooneck – oberhalb des Rheintals
- Felsen im Morgenbachtal und bei Bingerbrück inkl. Klettergarten mit gesicherten Touren
- Hochwildschutzpark Hunsrück – etwas nordwestlich des Binger Waldes
- Salzkopfturm – 24 m hoher Aussichtsturm – auf dem Salzkopf
- Ehemaliges Schaubergwerk Waldalgesheim – südöstlich des Binger Waldes
- Siebenburgenblick – Aussichtsturm nordwestlich der Burg Sooneck mit Blick in das Mittelrheintal und 7 Burgen
- Villa Rustica – römischer Gutshof oberhalb des Rheintals
- Waldgaststätten (Forsthaus Lauschhütte, Gerhardshof, Schweizerhaus, Jägerhaus, Forsthaus Heiligkreuz, Forsthaus Emmerichshütte)
- Kletterwald Lauschhütte – Hochseilgarten, der in den Baumbestand integriert wurde: Er besteht aus mehreren Parcours mit etwa 50 Kletterelementen in unterschiedlichen Schwierigkeiten und Höhen und ist für Firmengruppen, Einzelgäste, Familien, Schulklassen und Vereine konzipiert.
- Steckeschläfer-Klamm – Klamm nahe dem Jägerhaus mit 66 in die Bäume geschnitzten Gesichtern

## Verkehr
Der Binger Wald ist beispielsweise über die von der Bundesautobahn 61, die im Südwesten und Süden an der Nahtstelle zum Soonwald in Nordwest-Südost-Richtung verläuft, abzweigenden Straßen (Anschlussstellen Rheinböllen und Waldlaubersheim) zu erreichen. Außerdem kann er über die Bundesstraße 9, die in Nordwest-Südost-Richtung durch das Mittelrheintal von Koblenz nach Bingen verläuft, aufgesucht werden.
Eisenbahnstrecken führen beidseitig – zum Beispiel entlang der B 9 – durch das eben erwähnte Rheintal (Norden) und durch das Tal des Guldenbachs (Süden). Die zuletzt genannte Bahnstrecke ist aber zurzeit stillgelegt; jedoch soll sie auf Grund des Flughafens Frankfurt-Hahn, der sich einiges südwestlich des Binger Waldes und nur etwas westlich von Kirchberg zwischen Hahn und Lautzenhausen befindet, in den nächsten Jahren reaktiviert werden.